# Atletica leggera ai XVII Giochi del Mediterraneo - Lancio del disco femminile
Le gare di atletica leggera nella categoria lancio del disco femminile si sono tenute il 29 giugno 2013 al Nevin Yanıt Atletizm Kompleksi di Mersin.

## Calendario
Fuso orario EET (UTC+3).
| Data      | Ora   | Turno  |
| --------- | ----- | ------ |
| 29 giugno | 19:20 | Finale |

## Risultati
Le 7 atlete partecipanti disputano direttamente la finale, con un totale di sei lanci a disposizione per ciascuna. Il migliore dei sei lanci viene registrato come risultato finale.

### Finale
| Pos | Atleta                    | Paese   | 1º    | 2º    | 3º    | 4º    | 5º    | 6º    | Risultato | Note |
| --- | ------------------------- | ------- | ----- | ----- | ----- | ----- | ----- | ----- | --------- | ---- |
|     | Sandra Perković           | Croazia | 63,78 | X     | 62,93 | 66,21 | 65,30 | X     | 66,21     |      |
|     | Dragana Tomašević         | Serbia  | 58,73 | 60,40 | 59,83 | 60,94 | 61,88 | X     | 61,88     |      |
|     | Chrysoula Anagnostopoulou | Grecia  | 52,10 | 52,03 | 51,24 | 54,60 | 51,93 | 55,01 | 55,01     |      |
| 4   | Pauline Pousse            | Francia | 53,37 | X     | 51,95 | 52,85 | X     | X     | 53,37     |      |
| 5   | Sabina Asenjo Álvarez     | Spagna  | 51,40 | 52,35 | 52,78 | X     | 53,10 | 53,25 | 53,25     |      |
| 6   | Androniki Lada            | Cipro   | 48,48 | X     | X     | 52,02 | X     | 51,84 | 52,02     |      |
| 7   | Laura Bordignon           | Italia  | X     | 50,24 | 49,50 | 49,90 | 50,43 | 51,35 | 51,35     |      |